# Chikuhoku
Chikuhoku (筑北村?) è un villaggio giapponese della prefettura di Nagano.